# 白夜の女騎士
『白夜の女騎士』（びゃくやのワルキューレ）は、野田秀樹作による舞台作品。ワーグナーのオペラ『ニーベルングの指環』をモチーフにした『石舞台星七変化（ストーンヘンジ）』三部作の第一部。
1985年、劇団夢の遊眠社第26回公演として初演され、翌1986年には三部作一挙上演の形で再演。2006年には蜷川幸雄演出で上演、独自の戯曲解釈で作品の新たな面を浮かび上がらせた。
コビト、巨人、神が新製品である「ヒト」の所有権を巡って争う世界と、アマチュア無線少年空飛びサスケがハム仲間であるその後の信長と出会い富士山に登る世界。ふたつの世界が交錯しつつ、ヒトが空を飛ぶまでが描かれる。

## 夢の遊眠社第26回公演『白夜の女騎士』
- 1985年2月9日～3月4日 紀伊國屋ホール
- 3月8日～10日 芦屋市ルナ・ホール
- 3月13日・14日 名古屋市民会館中ホール
- 3月15日・16日 広島市東区民文化センター
- 3月19日 岡山市立市民文化ホール

### キャスト
- 空飛びサスケ:野田秀樹
- その後の信長：段田安則
- 眠り姫・おまけ：竹下明子
- 大写真家・神様：上杉祥三
- ペニスの商人：松澤一之
- 「ワル！」・コビト１：円城寺亜矢
- 「キュー」・コビト２：川俣しのぶ
- 「レ？」・コビト３：松浦佐知子
- ライト兄・巨人１：佐戸井けん太
- ライト弟・巨人２：羽場裕一
- ポジ・神様のかみさん：向井薫
- レフ小僧・いつもの友１：田山涼成
- ゲンゾー・いつもの友２：上田信良
- 忍者くの一：金子真美
- 忍者フジ丸：門真利夫
- ヘルメスの使者：小松正一
- コビト４：石井洋祐

### スタッフ
- 作・演出：野田秀樹
- 演出補・音楽：高都幸雄
- 装置：岩井正弘
- 照明：北寄崎嵩
- 衣裳：朝倉摂
- 振付：謝珠栄
- 舞台監督：津田光正
- 制作担当：高萩宏、今井美和

## 夢の遊眠社第29回公演『石舞台星七変化』
- 1986年6月8日国立代々木競技場第一体育館

※第26回公演と同じ

## シアターコクーン・オンレパートリー2006『白夜の女騎士』
- 2006年5月7日～30日Bunkamuraシアターコクーン

### キャスト
- 空飛びサスケ(ヒト)：松本潤
- 眠り姫(おまけ)：鈴木杏
- その後の信長：勝村政信
- 大写真家(神様)：六平直政
- ポジ(神様のかみさん）：立石凉子
- ライト兄(巨人1)・右田刑事1：杉本哲太
- ライト弟(巨人2)・右田刑事2：髙橋洋
- 「ワル！」：山口紗弥加
- 「キュー」：持田真樹
- 「レ？」：濱田マリ
- ペニスの商人：たかお鷹
- レフ小僧：六角慎司
- ゲンゾー：さとうこうじ
- コビトの侍：マメ山田
- 堺の商人1：日野利彦
- 神様の娘1・コビトの侍：羽子田洋子
- 神様の娘2・コビトの侍：さじえりな
- 堺の商人1・いつもの友1：飯田邦博
- 堺の商人2・ヘルメスの使者・からめ手：塚本幸男
- コビトの侍・いつもの友2：堀文明
- コビトの侍・いつもの友3：福田潔
- 堺の商人3・いつもの友4：井面猛志
- コビトの侍・からめ手：宮田幸輝
- コビトの侍・神様のシモジモ・ヘルメスの使者・からめ手：野辺富三
- コビトの侍・からめ手：神保良介
- コビトの侍・神様のシモジモ・からめ手：伊藤一樹
- コビトの侍・からめ手：泉裕
- コビトの侍・ヘルメスの使者・からめ手：川崎誠一郎
- コビトの侍・からめ手：川崎誠司
- コビトの侍・からめ手：助川顕太郎
- コビトの侍・神様のシモジモ・からめ手：田浦傑
- コビトの侍・神様のシモジモ・からめ手：戸上恭丞
- コビトの侍・からめ手：横田透
- コビトの侍・神様のシモジモ・からめ手：安齋芳明
- コビトの侍・神様のシモジモ・からめ手：村松佳

### スタッフ
- 作：野田秀樹
- 演出：蜷川幸雄
- 音楽：朝比奈尚行
- 美術：中越司
- 照明：原田保
- 衣裳：小峰リリー
- 音響：井上正弘
- ヘアメイク：河村陽子
- 振付；広崎うらん
- 殺陣：栗原直樹
- 所作指導：花柳錦之輔
- 小道具デザイン：福田秋生
- 舞台監督：白石英輔
- プロデューサー：加藤真規  松野博文